# Aéroport de Coari
Pour les articles homonymes, voir CIZ.
L'aéroport de Coari (code IATA : CIZ • code OACI : SWKO) est l'aéroport de la ville de Coari au Brésil.

## Compagnies aériennes et destinations
| Compagnies          | Destinations |
| ------------------- | ------------ |
| Total Linhas Aéreas | Manaus       |

## Accès
L'aéroport est situé à 6 km du centre-ville de Coari.